# Kamil Zvelebil
Kamil Václav Zvelebil (ur. 17 listopada 1927, zm. 17 stycznia 2009) – czeski językoznawca i literaturoznawca.

## Życiorys
Urodził się w Pradze. Studiował na miejscowym Uniwersytecie Karola (1946–1952), kształcąc się w zakresie języka angielskiego, indologii, literatury i filozofii. Doktorat obronił w 1952. Specjalizując się dalej w 1959 obronił również doktorat z zakresu filologii języków drawidyjskich. Od 1952 do 1970 zatrudniony w Instytucie Orientalistyki Czechosłowackiej Akademii Nauk. Odbył liczne podróże badawcze do Tamilnadu oraz innych stanów południowych Indii. Wykładał gościnnie na uniwersytecie w Chicago (1965–1966) oraz na uniwersytecie w Heidelbergu (1967–1968). Do 1968 wykładał także drawidologię oraz język tamilski na macierzystym uniwersytecie. Opuścił Czechosłowację po inwazji wojsk Układu Warszawskiego z 1968.
W kolejnych latach zawodowo związany z rozmaitymi uniwersytetami w państwach zachodnioeuropejskich czy Stanach Zjednoczonych. W momencie przejścia na emeryturę (1992) pracował na Uniwersytecie w Utrechcie. Jego zainteresowania badawcze obejmowały literaturę tamilską, dialekty języka tamilskiego, językoznawstwo porównawcze języków drawidyjskich oraz kultury i języki plemienne gór Nilgiri. Jest autorem pierwszego opracowania naukowego poświęconemu ludowi Irula.
Autor przeszło 500 publikacji. Tłumacz literatury południowoindyjskiej, pozostawił przekłady z tamilskiego, telugu, malajalam, sanskrytu oraz kannada. Tłumaczył na czeski, słowacki, angielski i niemiecki.
Zmarł we Francji.